# Thanasis Antetokounmpo
Athanasios "Thanasis" Rotimi Antetokounmpo (Grieks: Αθανάσιος "Θανάσης" Ροτιμη Αντετοκούνμπο) (Athene, 18 juli 1992) is een Grieks basketballer met Nigeriaanse afkomst.

## Carrière
Antetokounmpo speelde in de jeugd bij Filathlitikos en maakte in 2011 ook bij die club zijn debuut in de vierde klasse. In 2013 stelde hij zich oorspronkelijk net zoals zijn broer Giannis Antetokounmpo kandidaat voor de NBA-draft maar besloot zich uiteindelijk terug te trekken. Hij werd in november als negende gekozen in de eerste ronde van de NBA Development League draft door de Delaware 87ers en tekende bij hen een contract. 
In 2014 stelde hij zich opnieuw kandidaat voor de NBA draft en werd als 51e gekozen in de tweede ronde door de New York Knicks. Hij speelde dat jaar in de NBA Summer League voor de Knicks. Hij kon geen contract versieren en tekende voor de opleidingsploeg de Westchester Knicks. In de zomer van 2015 speelde hij opnieuw voor de Knicks in de NBA Summer League. In augustus 2015 tekende hij een contract bij de Knicks en speelde drie oefenwedstrijden voor hen. In oktober voor de start van het seizoen werd zijn contract ontbonden door de Knicks en sloot hij zich weer aan bij de opleidingsploeg. In januari tekende hij een contract voor tien dagen bij de Knicks en speelde twee wedstrijden voor hen. Aan het eind van het seizoen werd zijn contract niet verlengd.
Antetokounmpo keerde terug nar Europa en tekende bij de Spaanse club Bàsquet Club Andorra waar hij een seizoen speelde. Hij tekende daarop bij de Griekse topclub Panathinaikos BC waarmee hij twee keer landskampioen werd en de beker won in 2019. Hij werd daarnaast ook nog verkozen tot All-Star en meest spectaculaire speler. Na twee jaar tekende hij een contract bij de Milwaukee Bucks waar ook zijn broer Giannis speelde. Hij werd in november 2019 en februari 2020 kort uitgeleend aan de opleidingsploeg de Wisconsin Herd. In 2021 won hij met de Bucks de NBA-finale maar moest enkele wedstrijden missen door een coronabesmetting.
Antetokounmpo speelt sinds 2016 interlands voor Griekenland, ondanks dat hij ook zou mogen uitkomen voor Nigeria. Hij speelde mee tijdens de kwalificaties voor de Olympische Spelen van 2016 en 2020. En nam al deel aan wereldkampioenschappen en EuroBasket.

## Erelijst
- NBA-kampioen: 2021
- Grieks landskampioen: 2018, 2019
- Grieks bekerwinnaar: 2019

## Privéleven
Antetokounmpo is de zoon van twee Nigeriaanse ouders die naar Griekenland verhuisden. Hij groeide op in een Atheense buurt en ging ook daar basketbal spelen. Zijn drie broers Giannis, Kostas en Alex werden ook allemaal basketballers.

## Statistieken

### Regulier seizoen
| Seizoen  | Team            | WG  | WS | MPW | 2P%  | 3P%  | FW%  | RPW | APW | SPW | BPW | PPW |
| -------- | --------------- | --- | -- | --- | ---- | ---- | ---- | --- | --- | --- | --- | --- |
| 2015/16  | New York Knicks | 2   | 0  | 3,0 | 75,0 | 0,0  | 0,0  | 0,5 | 0,0 | 0,0 | 0,0 | 3,0 |
| 2019/20  | Milwaukee Bucks | 20  | 2  | 6,5 | 50,0 | 0,0  | 41,2 | 1,2 | 0,8 | 0,4 | 0,1 | 2,8 |
| 2020/21  | Milwaukee Bucks | 57  | 3  | 9,7 | 48,9 | 24,1 | 51,0 | 2,2 | 0,8 | 0,4 | 0,2 | 2,9 |
| 2021/22  | Milwaukee Bucks | 48  | 6  | 9,9 | 54,7 | 14,3 | 63,0 | 2,1 | 0,5 | 0,3 | 0,3 | 3,6 |
| 2022/23  | Milwaukee Bucks | 37  | 0  | 5,6 | 43,5 | 0,0  | 50,0 | 1,2 | 0,4 | 0,1 | 0,1 | 1,4 |
| Carrière | Carrière        | 164 | 11 | 8,3 | 50,7 | 14,5 | 53,7 | 1,8 | 0,6 | 0,3 | 0,2 | 2,7 |

### Play-offs
| Seizoen  | Team            | WG | WS | MPW | 2P%  | 3P% | FW%  | RPW | APW | SPW | BPW | PPW |
| -------- | --------------- | -- | -- | --- | ---- | --- | ---- | --- | --- | --- | --- | --- |
| 2020/21  | Milwaukee Bucks | 13 | 0  | 3,5 | 28,6 | —   | 83,3 | 0,8 | 0,2 | 0,4 | 0,2 | 0,7 |
| 2021/22  | Milwaukee Bucks | 8  | 0  | 2,5 | 66,7 | —   | 33,3 | 0,5 | 0,1 | 0,1 | 0,0 | 0,6 |
| 2022/23  | Milwaukee Bucks | 2  | 0  | 2,6 | —    | —   | —    | 0,0 | 0,0 | 0,0 | 0,0 | 0,0 |
| Carrière | Carrière        | 23 | 0  | 3,1 | 40,0 | —   | 66,7 | 0,6 | 0,2 | 0,3 | 0,1 | 0,6 |

0 DiVincenzo ·
3 Bryant ·
5 Teague ·
7 Forbes ·
9 Portis ·
11 Lopez ·
13 Nwora ·
15 Merrill ·
17 Tucker ·
21 Holiday ·
22 Middleton ·
24 Connaughton ·
25 Diakite ·
34 G. Antetokounmpo ·
43 T. Antetokounmpo ·
44 Jackson ·
66 Toupane ·
Coach Budenholzer